# Eva Axén
Eva Axén (Stoccolma, 12 dicembre 1954) è un'attrice svedese.

## Biografia
Nota anche con il nome di Eva Tavazzi, esordisce al cinema nel 1971. Da una sua relazione con  Adalberto Maria Merli nasce una figlia, Euridice Axen, diventata anche lei un'attrice.

## Filmografia

### Cinema
- Morte a Venezia, regia di Luchino Visconti (1971)
- Addio fratello crudele, regia di Giuseppe Patroni Griffi (1971)
- Ludwig, regia di Luchino Visconti (1972)
- Orfeo 9, regia di Tito Schipa Jr. - Film TV (1973)
- La profonda luce dei sensi (La messe dorée), regia di Beni Montresor (1975)
- Suspiria, regia di Dario Argento (1977)
- Per questa notte, regia di Carlo Di Carlo (1977)
- Noccioline a colazione, regia di Mario Orfini (1978)

### Televisione
- Qui squadra mobile, seconda serie, episodio Testimoni reticenti - serie TV (1976)
- Puzzle, regia di Guido Stagnaro - miniserie TV (1978)
- La morte al lavoro, regia di Gianni Amelio - film TV (1978)
- Il fascino dell'insolito, seconda stagione, episodio La strada al chiaro di luna - serie TV (1981)